# Fontaines-Saint-Martin
Fontaines-Saint-Martin is een gemeente in de Franse Métropole de Lyon (regio Auvergne-Rhône-Alpes). De plaats maakt deel uit van het arrondissement Lyon. Fontaines-Saint-Martin telde op 1 januari 2022 3.070 inwoners.

## Geografie
De oppervlakte van Fontaines-Saint-Martin bedroeg op 1 januari 2022 2,74 vierkante kilometer; de bevolkingsdichtheid was toen 1.120,4 inwoners per km².

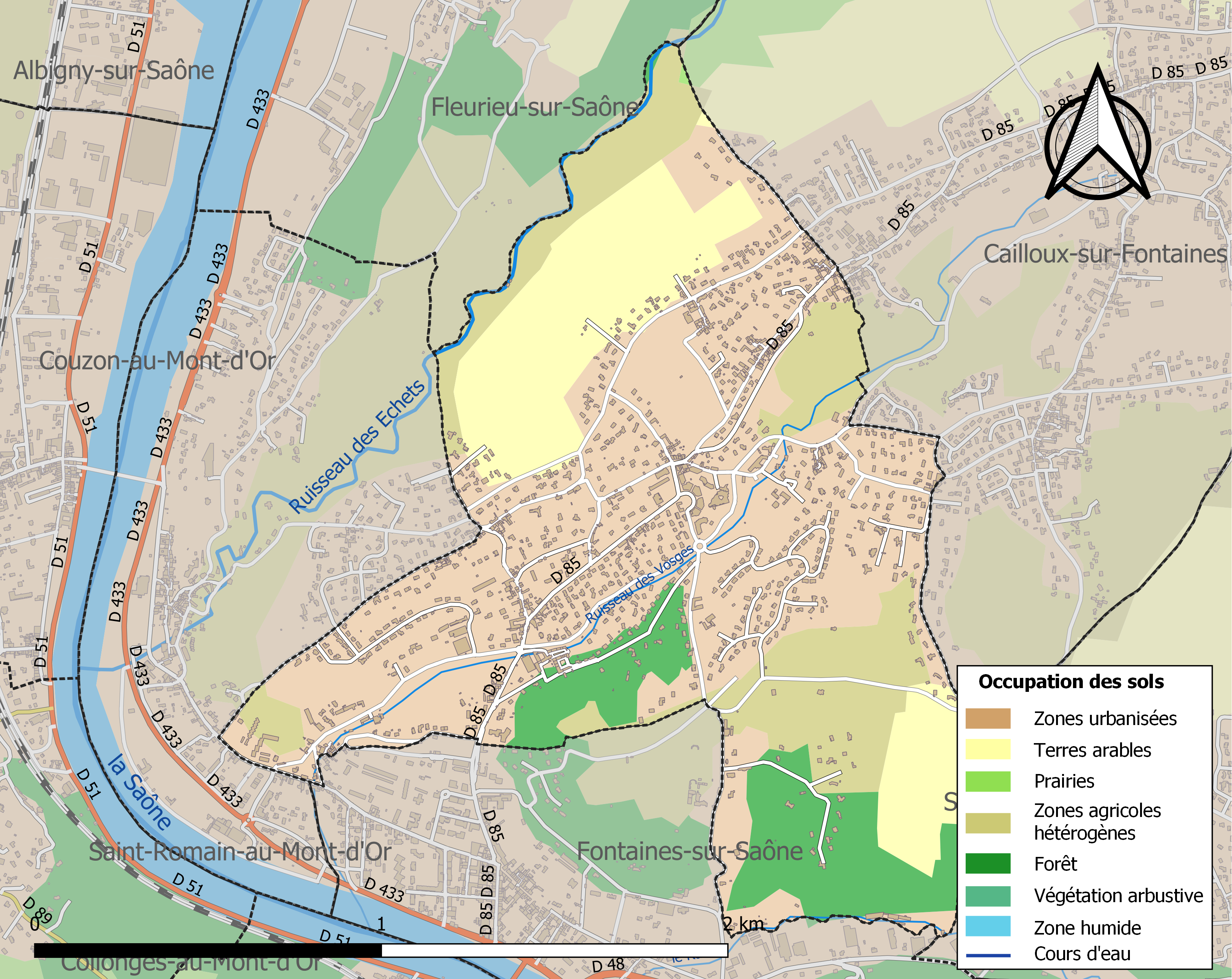
Kaart van de gemeente met de belangrijkste infrastructuur, bodemgebruik en omliggende gemeenten

## Demografie
Onderstaande figuur toont het verloop van het inwonertal (bron: INSEE-tellingen).